# Габриотти, Франческо
Франческо Габриотти (12 августа 1914 — 11 февраля 1987) — итальянский футболист, играл на позиции флангового полузащитника или нападающего.

## Биография
Габриотти является воспитанником «Лацио» и «Альба Рома». В 1932 году он начал профессиональную карьеру в составе «орлов», где пробыл до 1936 года. В том же году он вместе с товарищем по команде, Джузеппе Бальдо, выиграл летние Олимпийские игры 1936 в Берлине, сыграл в финальном матче против Австрии. Однако после серьёзной аварии ему пришлось закончить карьеру в возрасте 22 лет.